# Boralday Airport
Boralday Airport är en flygplats i Kazakstan.   Den ligger i oblystet Almaty, i den sydöstra delen av landet, 1 000 km söder om huvudstaden Astana. Boralday Airport ligger 703 meter över havet.
Terrängen runt Boralday Airport är platt. Runt Boralday Airport är det mycket tätbefolkat, med 2 915 invånare per kvadratkilometer. Närmaste större samhälle är Almaty, 11,3 km söder om Boralday Airport. Runt Boralday Airport är det i huvudsak tätbebyggt.